# Charles Winter
Pour les articles homonymes, voir Winter.
Charles "Charlie" Winter, né le 26 juin 1901 à New York et mort à une date inconnue est un coureur cycliste sur piste, spécialiste des courses de six jours.

## Biographie
Charlie Winter est le plus jeune de quatre frères et trois sœurs. Ils sont élevés dans le Bronx, à New York, dans un immeuble de cinq étages sur Heath Avenue, par leurs parents d'origine autrichienne. Il gagne les championnats des États-Unis sur route amateur en 1924.
En août 1925, Winter, coureur du Century Road Club of America, remporte le championnat de vitesse amateur au vélodrome de Newark,. Quelques mois plus tard, Winter participe à sa première course professionnelle : les Six jours de Chicago, associé à Paul Croley, le deuxième derrière Winter au championnat amateur. Bien qu'ils terminent cinquièmes derrière Freddie Spencer et Bobby Walthour Jr., c'est une expérience formidable de concourir et de terminer la course de Chicago. Il passe professionnel en 1926.
En 1927, Howard Freeman, du Newark Evening News, présente Charlie Winter, jeune étoile montante du Bronx ; comparant Winter à Reggie McNamara « Si ce garçon n'est pas un second McNamara », aurait déclaré Jack Neville, « je ne connais pas ma digitale (sic) ».
En décembre 1927, il remporte les Six Jours de New York associé avec Fred Spencer,,. En janvier 1928, il est invité par le promoteur de boxe Tex Rickard à un banquet des « Kings of Sport » (Les Rois du Sport en français) au Madison Square Garden Club de New York. En plus de Winter, les invités d'honneur sont Babe Ruth (baseball), Johnny Weissmüller (natation), Bobby Jones (golf), Bill Tilden (tennis), Gene Tunney (boxe), Bill Cook (hockey) et Fred Spencer (cyclisme),,.
En 1928, il court les Six Jours de Paris associé à Reggie Mc Namara,,. Ils quittent la course deux heures avant la fin,.
En septembre 1928, Franck Kramer, devenu président de la National Cycling Association, suspend les coureurs "dissidents" George Dempsey, Arthur Spencer, Bobby Walthour, Charlie Winter, Alfred Grenda et Norman Hill,, qui ont signé avec Willie Spencer qui veut fonder une nouvelle ligue en désaccord avec les statuts de la NCA. Il termine deuxième des Six Jours de New York pour les "dissidents" associé à Bobby Walthour. Il est requalifié en février 1929 et recourt donc pour John Chapman,,. 

## Palmarès sur route
- 1923
  - 2e des Championnats des États-Unis de cyclisme sur route amateur

- 1924
  -  Champion des États-Unis amateur

- 1925
  - 2e des Championnats des États-Unis de cyclisme sur route amateur

## Palmarès sur piste
- 1925
  -  Champion des États-Unis de vitesse amateur

- 1926
  - 2e des Six Jours de Chicago avec Anthony Beckman
  - 3e des Six Jours de New York avec Carl Stockholm

- 1927
  - Six Jours de New York avec Fred Spencer
  - 2e des Six Jours de Chicago avec Fred Spencer

- 1929
  - 3e des Six Jours de New York avec Robert Walthour Junior

- 1933
  - 2e des Six Jours de Saint-Louis avec Tony Shaller
  - 3e des Six Jours de Cleveland avec Dave Lands
  - 3e des Six Jours de Cleveland avec  Albert Crossley

- 1934
  - Six Jours de Montréal avec Ernst Müller[25]
  - Six Jours de San Francisco avec Tony Shaller
  - 2e des Six Jours de Los Angeles avec  Cecil Yates
  - 2e des Six Jours de Toronto avec Frank Bartell
  - 3e des Six Jours de Cleveland avec Jimmy Walthour et  Freddy Zach
  - 3e des Six Jours de Milwaukee avec Mike Defilippo et Anthony Beckman
  - 3e des Six Jours de Londres avec Fred Ottevaire[26]
  - 3e des Six Jours de Buffalo avec Fred Spencer

- 1935
  - Six Jours de Saint-Louis avec Hans Carpus
  - Six Jours de Pittsburgh avec Albert Crossley et Jimmy Walthour
  - 2e des Six Jours de Pittsburgh avec Albert Crossley

- 1936
  - Six Jours de Toronto avec Jimmy Walthour[27]

- 1937
  - Six Jours de Kansas City avec Fred Ottevaire[28]
  - 2e des Six Jours de Milwaukee avec Fred Ottevaire[29]
  - 2e des Six Jours d'Indianapolis avec Fred Ottevaire
  - 3e des Six Jours de Cleveland avec Fred Ottevaire
  - 3e des Six Jours de Saint-Louis avec Fred Ottevaire